# Скребицкий, Александр Ильич
Скребицкий, Александр Ильич (2 мая 1827 ‒ сентябрь 1915) — писатель, врач-окулист, общественный деятель и историк.

## Биография
В 1849 г. окончил курс в Санкт-Петербургском университете по юридическому факультету, но, не находя при тогдашних условиях удовлетворения в практической деятельности юриста, поступил в 1853 г. вольнослушателем на медицинский факультет Дерптского университета и в 1859 г. получил степень доктора медицины, после чего изучал глазные болезни в немецких клиниках (Грефе и др.).
Великая княгиня Елена Павловна предложила Скребицкому разработать для барона Гакстгаузена материалы о крестьянской реформе, доставленные последнему Я. И. Ростовцевым. Материалы, разработанные Скребицким, легли в основу труда Гакстгаузена «Die landliche Verfassung Russlands» (Лейпциг 1866). По инициативе Гакстгаузена, великая княгиня предложила Скребицкому разработать эти материалы и на русском языке и приняла на себя все необходимые для этого расходы. В материалах Гакстгаузена Скребицкий заметил пробелы, зависевшие от того, что второй председатель редакционных комиссий гр. Панин запретил печатать доклады некоторых членов комиссий; эти доклады доставлены были Скребицкому Милютиным Н.А в рукописях. В результате получился монументальный труд Скребицкого «Крестьянское дело в царствование Императора Александра II» (Бонн, 4 т., 1862 — 68), являющийся подробным историческим комментарием ко всякой статье Положений 19 февраля. Книга эта в 1870 г. была допущена к ввозу в Россию, а в 1871 г. удостоена Петербургской академией наук премии графа Уварова.
Одновременно с работой над этим трудом Скребицкий продолжал изучать глазные болезни. Вернувшись в Россию, Скребицкий в 1879 — 80 гг. командирован был главным попечительством для пособия нуждающимся семействам воинов в различные места для оказания врачебной помощи ослепшим солдатам, число которых во время русско-турецкой войны оказалось необычайно большим. Скребицкий пришел к убеждению, что подавляющее большинство ослепших приобрели зародыши глазных болезней до начала военных действий и частью вынесли их из своих деревень. Рядом обширных и систематических исследований он доказал, что нет в Европе страны, где утрата зрения встречалась бы так часто, как в России. Результатом этих работ Скребицкого явилось основание попечительства Императрицы Марии Александровны о слепых (XXIV, 551). Скребицкий напечатал также ряд исследований о слепоте в России и о призрении слепых, между прочим «Историческую справку по поводу распространенной у нас глазной болезненности и слепоты» («Врач», 1894, № 20 и 22) и «Zur Blindenfursorge in Russland. Philantropie und Bureaukraite» (Берлин, 1899) и много содействовал появлению в России книгопечатания для слепых (см.). Ему же принадлежат «Очерки из истории крестьянства в Западной Европе» («Вестник Европы» 1867), «Александр фон Гумбольдт» (там же, 1869, № 9, 10 и 12), «Александр фон Гумбольдт в России и последние его труды» (там же, 1871, № 7), «Морская зоологическая станция в Неаполе» («Русская Мысль», 1890, № 9) и др., а также несколько статей о глазных болезнях в специальных немецких журналах.
Жена его Мария Семеновна Скребицкая (1843—1900), дочь генерал-адъютанта и одного из воспитателей Императора Александра II, С. А. Юрьевича (умер в 1865 г.), молодые свои годы всецело посвятила уходу за ослепшим отцом и заслужила в свете название Антигоны. В 1865 г. вступила в первый брак с А. К. Красовским (XVI, 566). В течение последних 15 лет своей жизни она выдавала стипендии (около 20 тысяч рублей) беднейшим и способнейшим ученицам санкт-петербургских школ, которые по окончании общего учения за её счет готовились к трудовой жизни в профессиональных школах. В 1898 г. Скребицкая пожертвовала санкт-петербургской городской думе 15 000 рублей для выдачи из процентов на эту сумму стипендий лучшим ученицам городских училищ с целью подготовки сельских учительниц и закройщиц. Скребицкая делала пожертвования и на другие цели, например, на музей изящных искусств при Московском университете (20 000 рублей), на стипендии при женском медицинском институте (12 000 рублей). Скребицкая перевела на французский язык книгу своего второго мужа о Валентине Гаюи; она помогла ему и в разработке 3000 подлинных рукописных отчетов присутствий по воинской повинности 63 губерний за 5 лет (1879 — 83 гг), послуживших материалом для установления необычайной распространенности слепоты в России. Об особом характере её благотворительности, тщательно хранимой в тайне и соединенной с душевным участием к судьбе облагодетельствованных лиц, см. «Вестник Европы», 1900, № 6.